# Коберн (Пенсилванија)
Коберн (енгл. Coburn) насељено је место без административног статуса у америчкој савезној држави Пенсилванија.

## Демографија
По попису из 2010. године број становника је 236, што је 91 (62,8%) становника више него 2000. године.
| Група             | 2000.       | 2010.       |
| Белци             | 142 (97,9%) | 228 (96,6%) |
| Афроамериканци    | 0 (0,0%)    | 2 (0,8%)    |
| Азијати           | 1 (0,7%)    | 0 (0,0%)    |
| Хиспаноамериканци | 1 (0,7%)    | 4 (1,7%)    |
| Укупно            | 145         | 236         |